# Plectranthias sagamiensis
Plectranthias sagamiensis är en fiskart som först beskrevs av Katayama, 1964.  Plectranthias sagamiensis ingår i släktet Plectranthias och familjen havsabborrfiskar. Inga underarter finns listade i Catalogue of Life.